# Falkenschlucht (Niederösterreich)

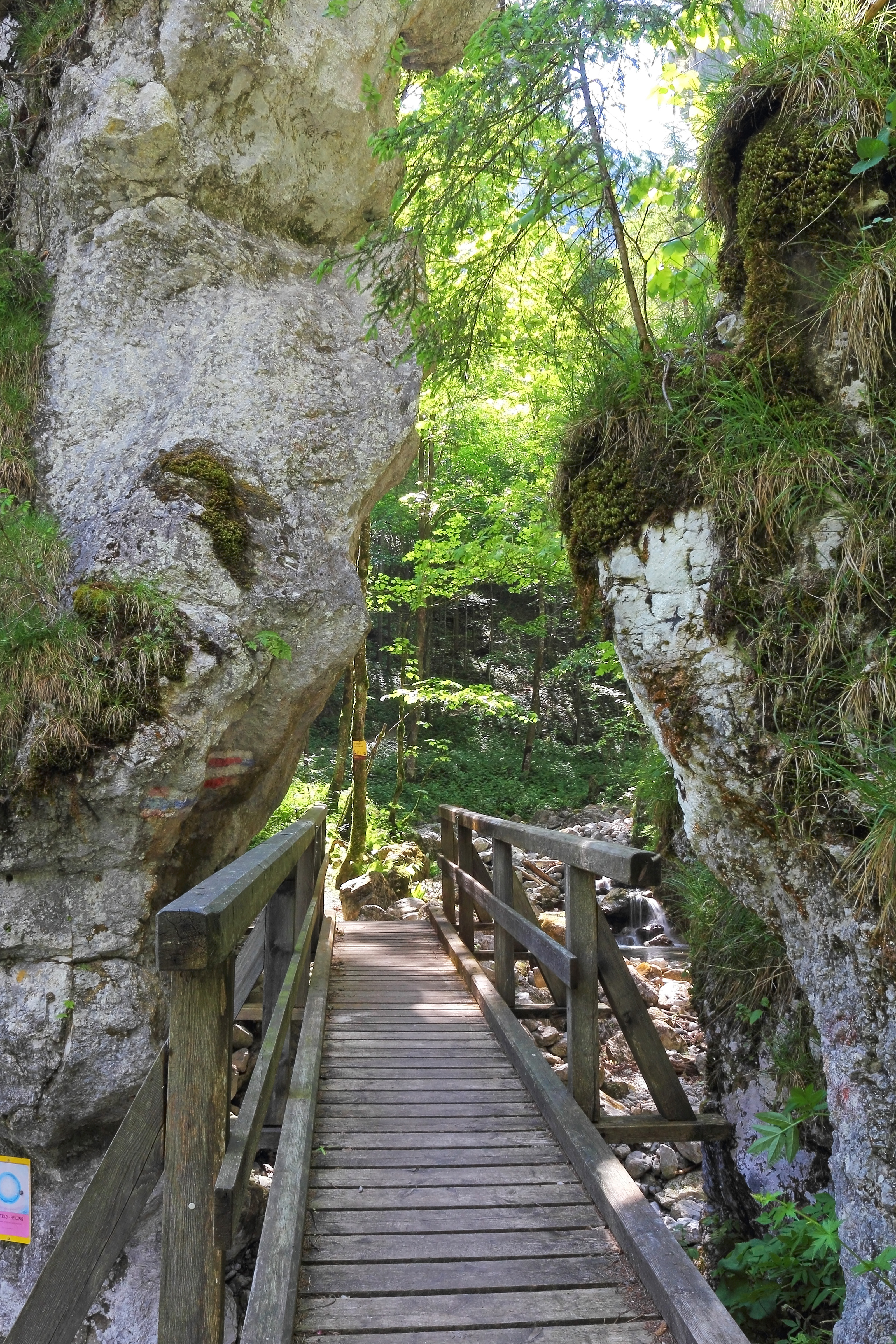
Eingang zur Falkenschlucht

Die Falkenschlucht ist eine ganzjährig wasserführende bis zu 100 m tief eingeschnittene Klamm in der Marktgemeinde Türnitz im Bezirk Lilienfeld in Niederösterreich.

## Beschreibung
Die Klamm ist etwa 600 m lang, an der Sohle maximal 20 m breit und durch einen Fußweg erschlossen, der über mehrere Stege und Brücken führt. Mehrmals muss aber der Falkenbach über ausgelegte Steine überquert werden, weshalb die Falkenschlucht nach starken Regenfällen als unpassierbar gilt. Kernstück der Falkenschlucht ist ein 50 m langer und 3 Meter breiter Felsspalt, wo ein Steg direkt über dem Falkenbach verläuft.
Beim nördlichen Eingang befindet sich das Jagdhaus Innereben und die Innerebengrotte, eine 8 Meter tiefe Höhle, in der Quellwasser in die Höhle stürzt.
Etwa in der Mitte der Falkenschlucht führt ein steiler Seitenweg zur 70 m langen Nixhöhle (oder Nixluke).
Die Falkenschlucht und die Nixhöhle wurden 1957 zum Naturdenkmal erklärt.

## Galerie

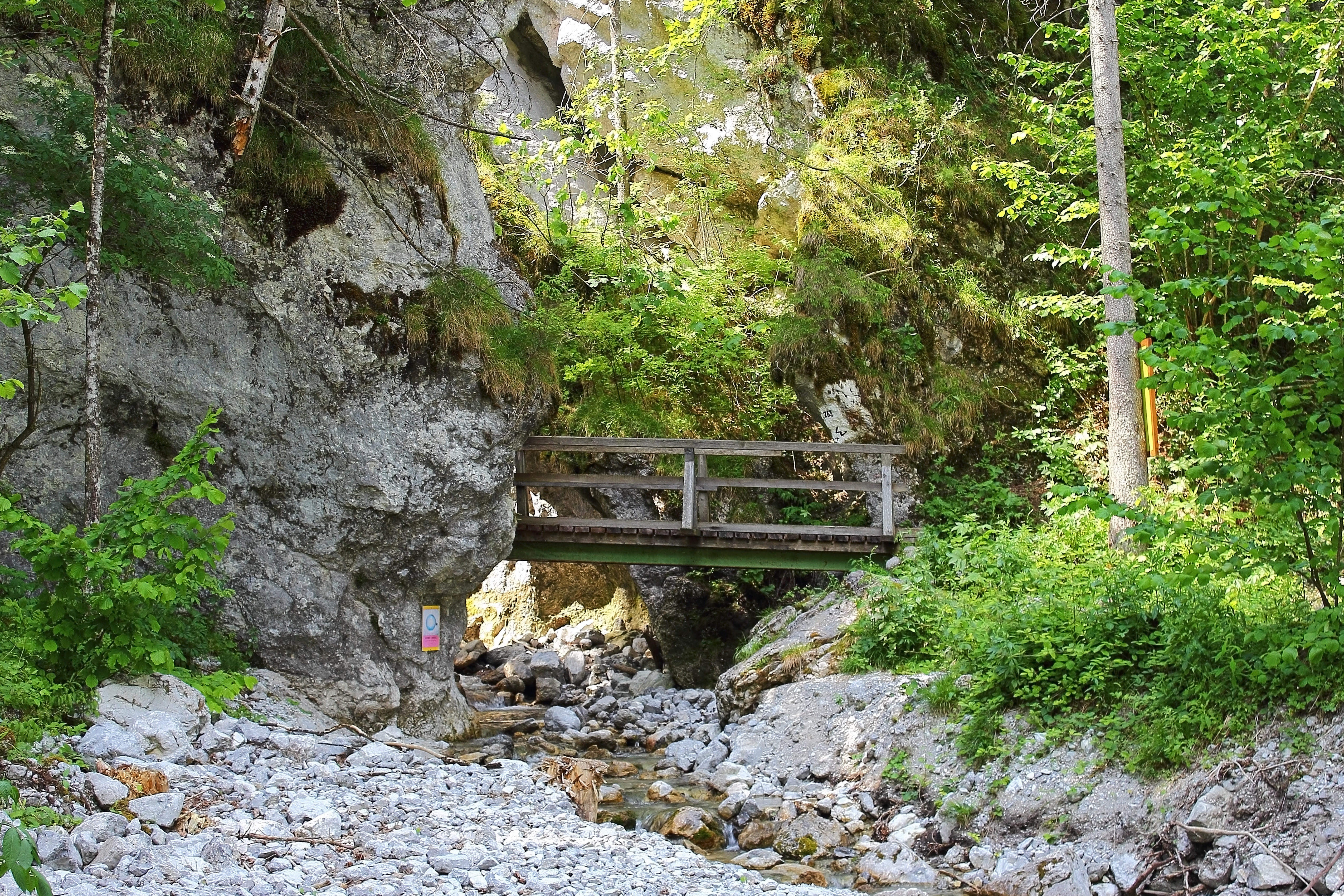
Eingang bei Türnitz
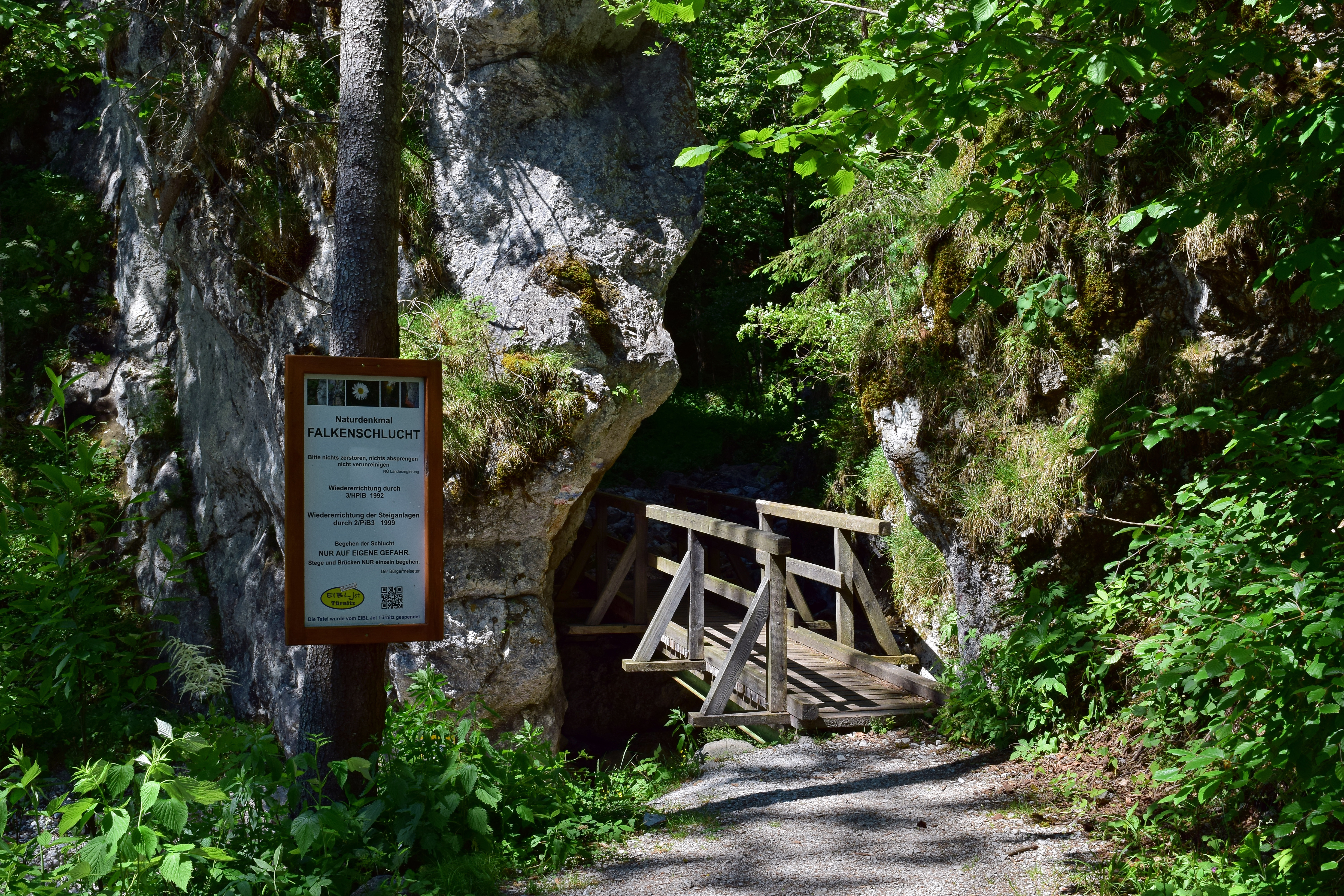
Tafel „Naturdenkmal“
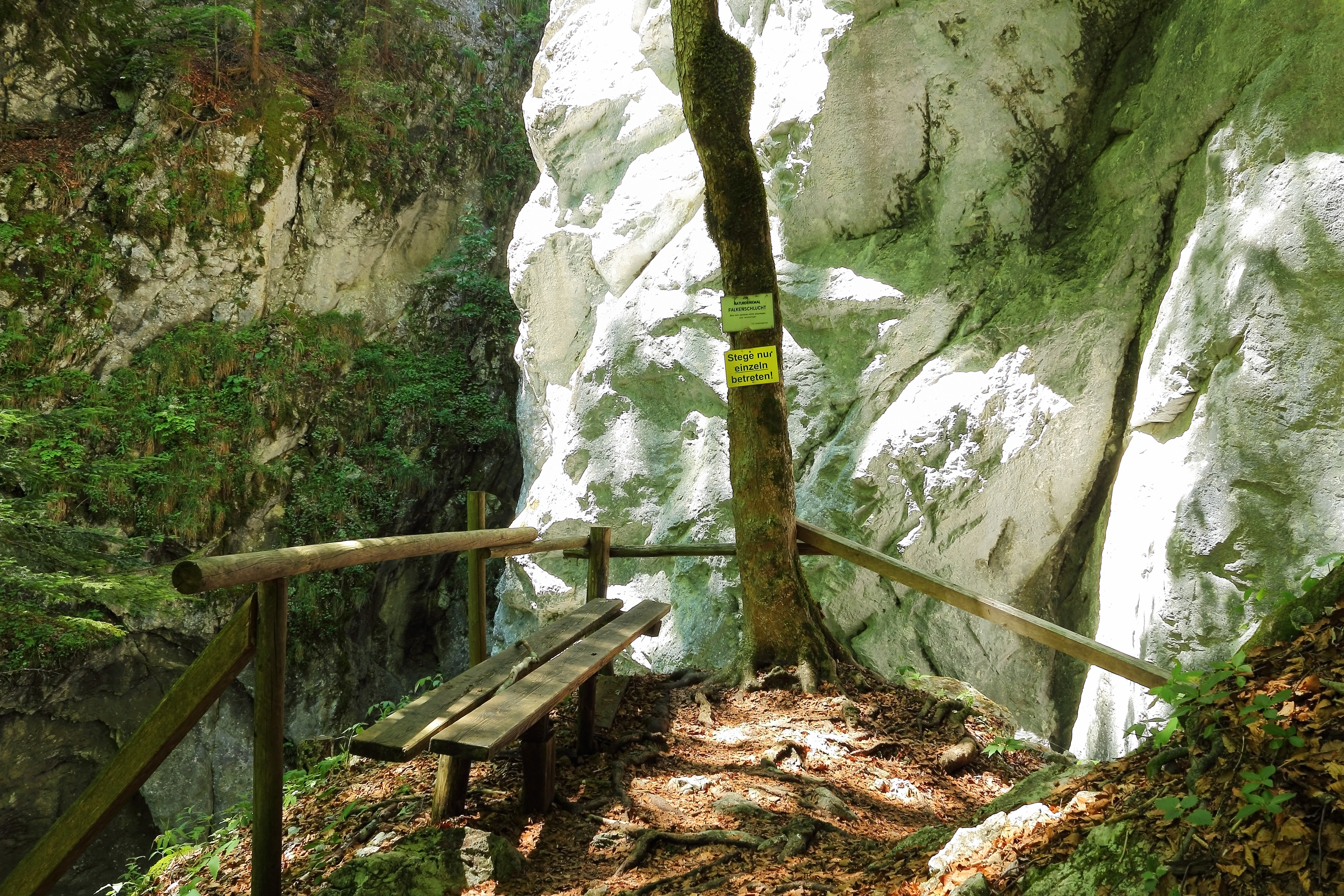
Zugang zum Felsspalt
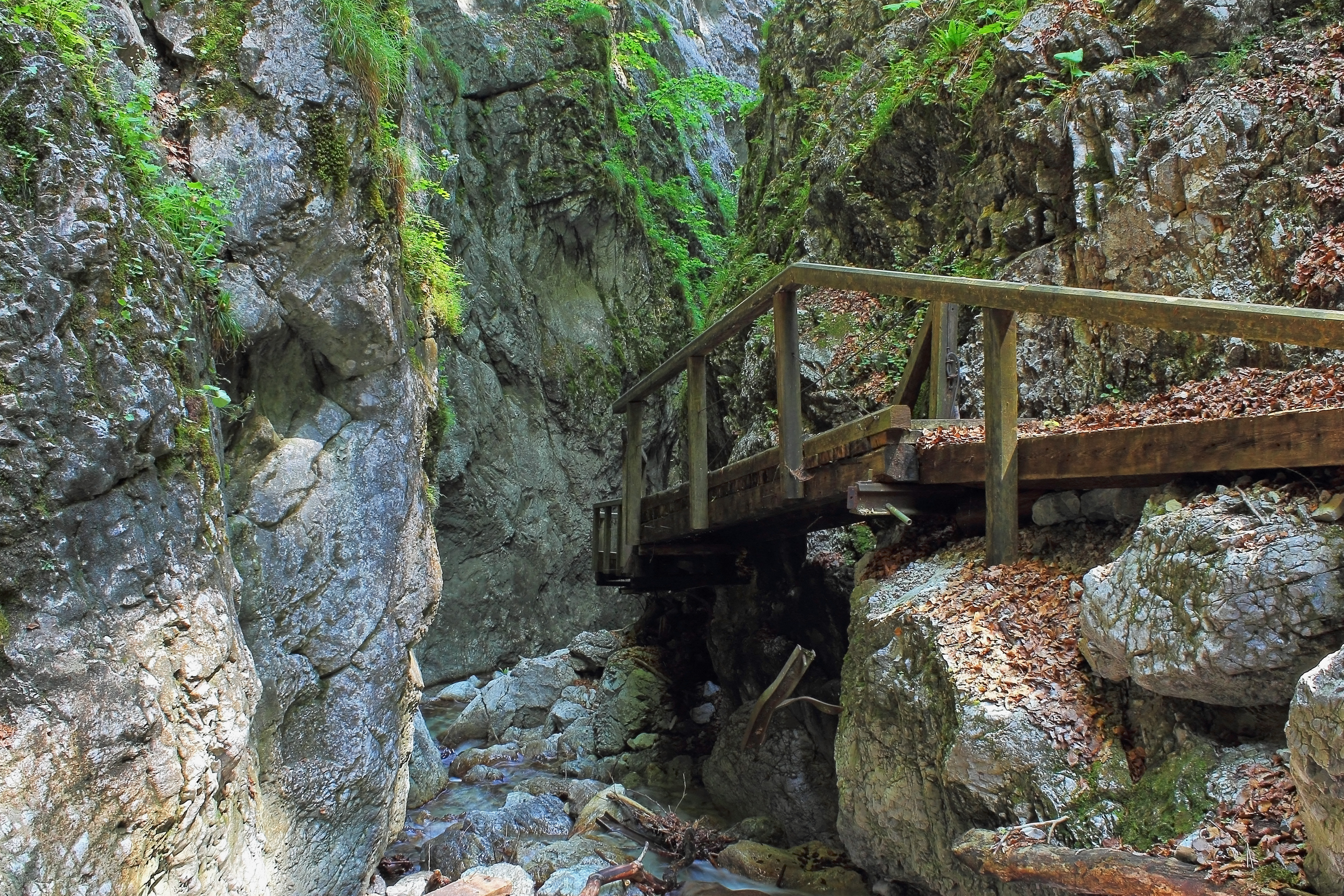
Felsspalte mit Steg
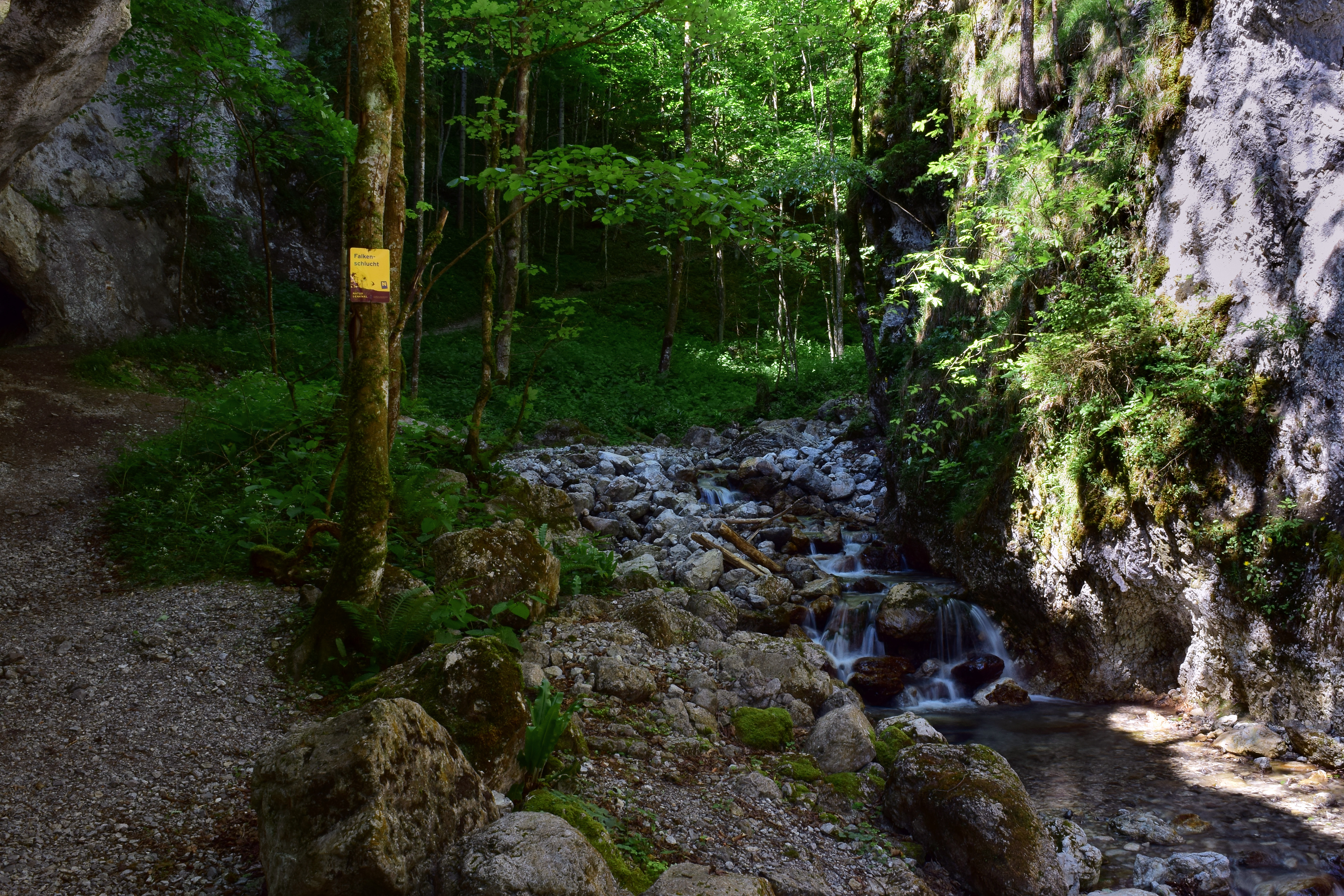
Falkenbach

## Zufahrt
Die Zufahrt erfolgt über Türnitz, wo man zunächst der Traisen und dann dem Retzbach bis über die Rotte Weidenau folgt. Der Parkplatz befindet sich unmittelbar nach der Klamm Eisernes Tor, die mit dem Auto durchfahren werden darf. Vor dort führt ein Forstweg zur Falkenschlucht. Am oberen (südlichen) Ausgang der Falkenschlucht kann über einen leicht begehbaren Waldweg wieder zum nördlichen Ausgang der Falkenschlucht zurückgekehrt werden.
Vom Süden befindet sich ein Zugang bei Ulreichsberg, etwa dort, wo die Walster die Straße quert.
In den Sommermonaten fährt auch ein Bummelzug von Türnitz bis zum Eingang in die Falkenschlucht.

## Trivia
Bei der am nördlichen Waldweg zur Klamm liegenden „Jagdhütte ohne Fenster“ handelt es sich um Kleinkraftwerk, das vom weiter oben liegenden Teich gespeist wird.